# Комуністична партія Японії
Комуністична партія Японії (яп. 日本共産党 — ніхон кьосанто, «японська комуністична партія») — японська політична партія комуністичного спрямування. Відома також як «КПЯ».
Друкований орган партії — газета «Акахата». Під егідою партії діє Ліга демократичної молоді Японії.
Традиційно перебуває в опозиції й виступає з різкою, часто популістською, критикою уряду. Її основні положення — блокування зміни чинної Конституції, остаточне визволення Японії від «американських окупаційних військ», створення рівноправного соціалістичного суспільства. КПЯ виступає проти володіння ядерною зброєю будь-якою країною та концепції військових блоків. Водночас займає неочікувано жорстку позицію в територіальній суперечці з Росією та виступає за повернення Японії не лише Еторофу, Кунаширу, Шикотану й Хамобаю, але й решти Курильських островів.

## Історія
Комуністична партія заснована нелегально 15 липня 1922 року на з'їзді у Токіо. Серед її засновників були С. Катаяма, К. Токуда та інші. В 1922 році вступила до Комінтерну. У 1924 році ліквідатори добилися розпуску партії, проте у 1926 її було відновлено. В середині 30-х років КПЯ через урядові арешти та міжфракційну боротьбу фактично припинила своє існування.
В 1945 році, після поразки Японії у другій світовій війні, КПЯ була легалізована. На початку 1950-х років загострення розбіжностей у керівництві з питань стратегії й тактики призвело до її розколу.
Під час радянсько-китайського розколу в 1960-х роках КПЯ не встала на будь-чию сторону та підтримала демократичну багатопартійну систему на противагу авторитарним однопартійним системам КНР та СРСР. Найбільшою підтримкою виборців партія користувалася в 1970-х роках. XI з'їзд КПЯ (1970) поставив завдання створити «єдиний фронт прогресивних сил» і сформувати на його основі коаліційний уряд.

## Сучасне становище
На виборах до Палати представників 2009 року партію підтримало близько 7,03 % виборців, а на виборах до палати радників 2010 року — 7,3 % (у префектурах) та 6,1 % (у загальнодержавному окрузі).
У січні 2010 відбувся XXV з'їзд КПЯ, що ухвалив резолюцію про основні завдання партії в наш час.
Під час виборів до Палати представників Японії 2021-го року отримала 4 166 076 (7,2 %) голосів та 10 з 465 місць у Палаті представників.
Під час виборів до Палати радників Японії 2022-го року отримала 3 618 343 (6,82 %) голосів та 11 з 248 місць у Палаті радників.

## Ставлення до російської агресії проти України
22 лютого 2022 року КПЯ засудила визнання Росією «незалежності» «ДНР» і «ЛНР» та закликала її відкликати наказ про ведення в ОРДЛО своїх військових.
24 лютого 2022 року КПЯ засудила російське вторгнення в Україну. 
29 квітня 2022 року КПЯ опублікувала заяву під назвою «Агресія РФ проти України та позиція Комуністичної партії Японії», де «засудила адміністрацію Путіна за потрійне порушення міжнародного права»: за вчинення акту агресії, за вчинення воєнних злочинів проти українського цивільного населення, за погрози застосувати ядерну зброю. За той місяць партія також зібрала 1,5 млн доларів на гуманітарну допомогу Україні.
30 вересня 2022 року КПЯ засудила псевдореферендуми та спробу анексії Росією частини територій України.

## Цікаві факти
8 липня 2019 року на офіційному Ютуб-каналі партії з'явився кліп «WE ARE 共産党!» (укр. Ми — Комуністична партія!), у якому дівчинка в окулярах співає про основні цілі Комуністичної партії Японії.

## Дивіться також
- Політичні партії Японської імперії
- Інцидент 15 березня 1928 року
- Тенко